# Konfesjonalizm (polityka)
Konfesjonalizm – system rządów zakładający różnicowanie stopnia udziału obywateli w życiu społeczno-politycznym wedle wyznawanej religii. Jego celem jest ograniczanie lub zapewnianie praw politycznych mniejszościom religijnym.
Wiązanie wyznawanej religii z konkretnymi prawami obywatelskimi znane jest już od starożytności. Przykładami są m.in. brak praw dla niechrześcijan w średniowiecznej Europie, odrębne prawo dla niemuzułmanów w szariacie, czy brak praw politycznych dla katolików w nowożytnej Anglii.
Obecnie system konfesjonalistyczny obowiązuje w Libanie, gdzie najwyższe stanowiska państwowe obsadzane są wedle klucza wyznaniowego.